# Ptilonyssus sittae
Espèce
Synonymes
- Ptilonyssus strandtmannianus Feider & Mironescu, 1969
- Ptilonyssus bregetovae Feider & Mironescu, 1969
- Ptilonyssus pelmaspis Feider & Mironescu, 1969
- Ptilonyssus maxvachoni Feider & Mironescu, 1970

Ptilonyssus sittae est une espèce d'acariens de la famille des Rhinonyssidae. C'est une espèce nasicole, parasitant les cavités nasales d'oiseaux.

## Taxinomie
Selon R. Domrow (1972), appuyé par A. Fain et al., quatre taxons au moins décrits par Feider et Mironescu ne sont que des synonymes de Ptilonyssus sittae :
- Ptilonyssus strandtmannianus Feider & Mironescu, 1969
- Ptilonyssus bregetovae Feider & Mironescu, 1969
- Ptilonyssus pelmaspis Feider & Mironescu, 1969
- Ptilonyssus maxvachoni Feider & Mironescu, 1970, dédié à Max Vachon.